# Młyńsko (Szczytno)
Młyńsko ist ein kleiner Ort in der polnischen Woiwodschaft Ermland-Masuren und gehört zur Gmina Szczytno (Landgemeinde Ortelsburg) im Powiat Szczycieński (Kreis Ortelsburg).

## Geographische Lage
Młyńsko liegt am Waldpuschfluss (polnisch Wałpusza) in der südlichen Mitte der Woiwodschaft Ermland-Masuren, vier KiLometer östlich der Kreisstadt Szczytno (deutsch Ortelsburg).

## Geschichte
Über die Geschichte des kleinen Dorfes sind keine Belege auffindbar, auch nicht, ob der Ort vor 1945 eine deutsche Namensform trug, oder ob er gar erst nach 1945 entstanden ist. Er ist heute eine Ortschaft innerhalb der Landgemeinde Szczytno im Powiat Szczycieński (Kreis Ortelsburg) und war damit bis 1998 der Woiwodschaft Olsztyn und ist seither der Woiwodschaft Ermland-Masuren zugehörig.

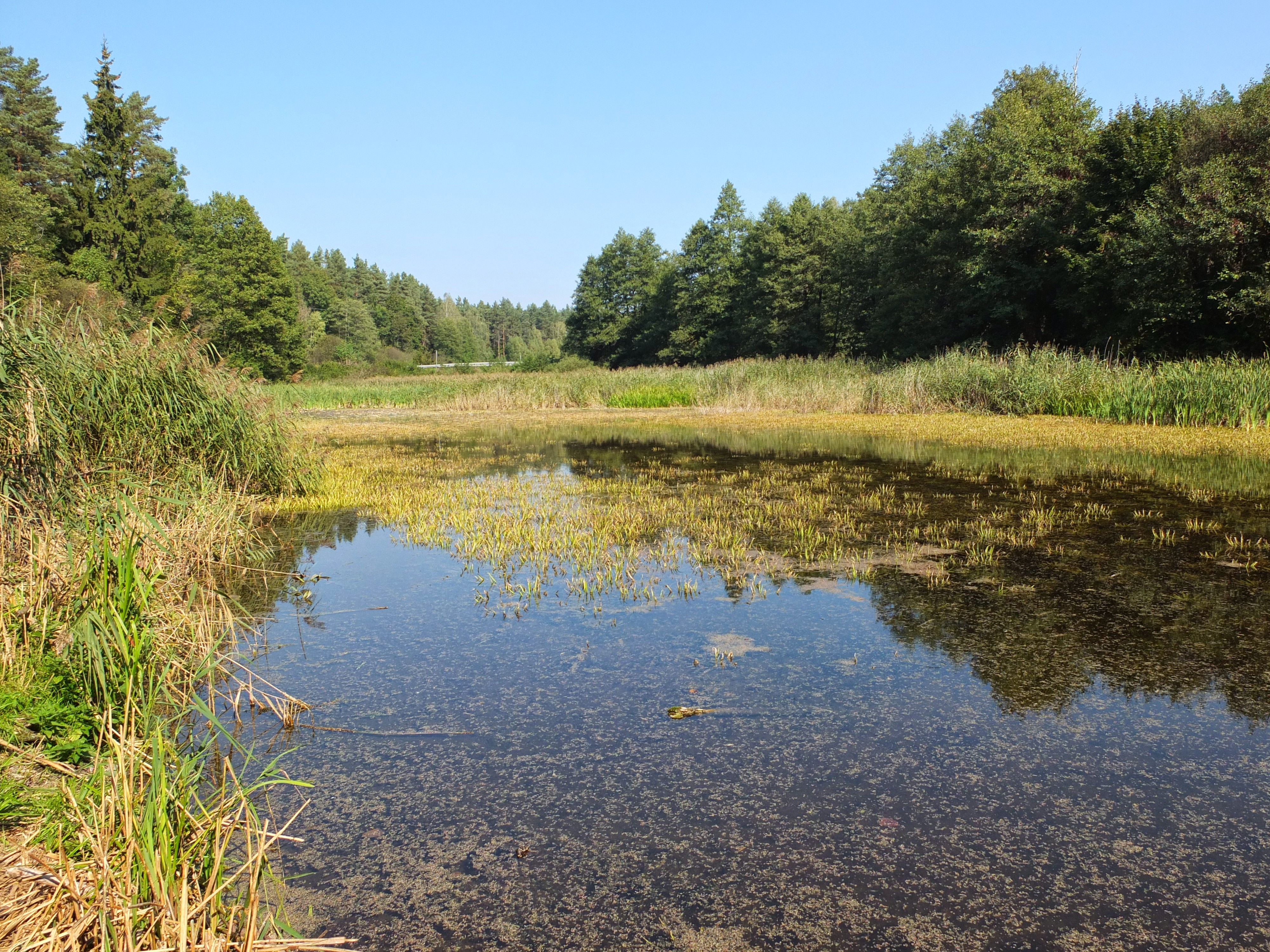
Der Młyński Staw (Mülenteich) bei Młyńsko

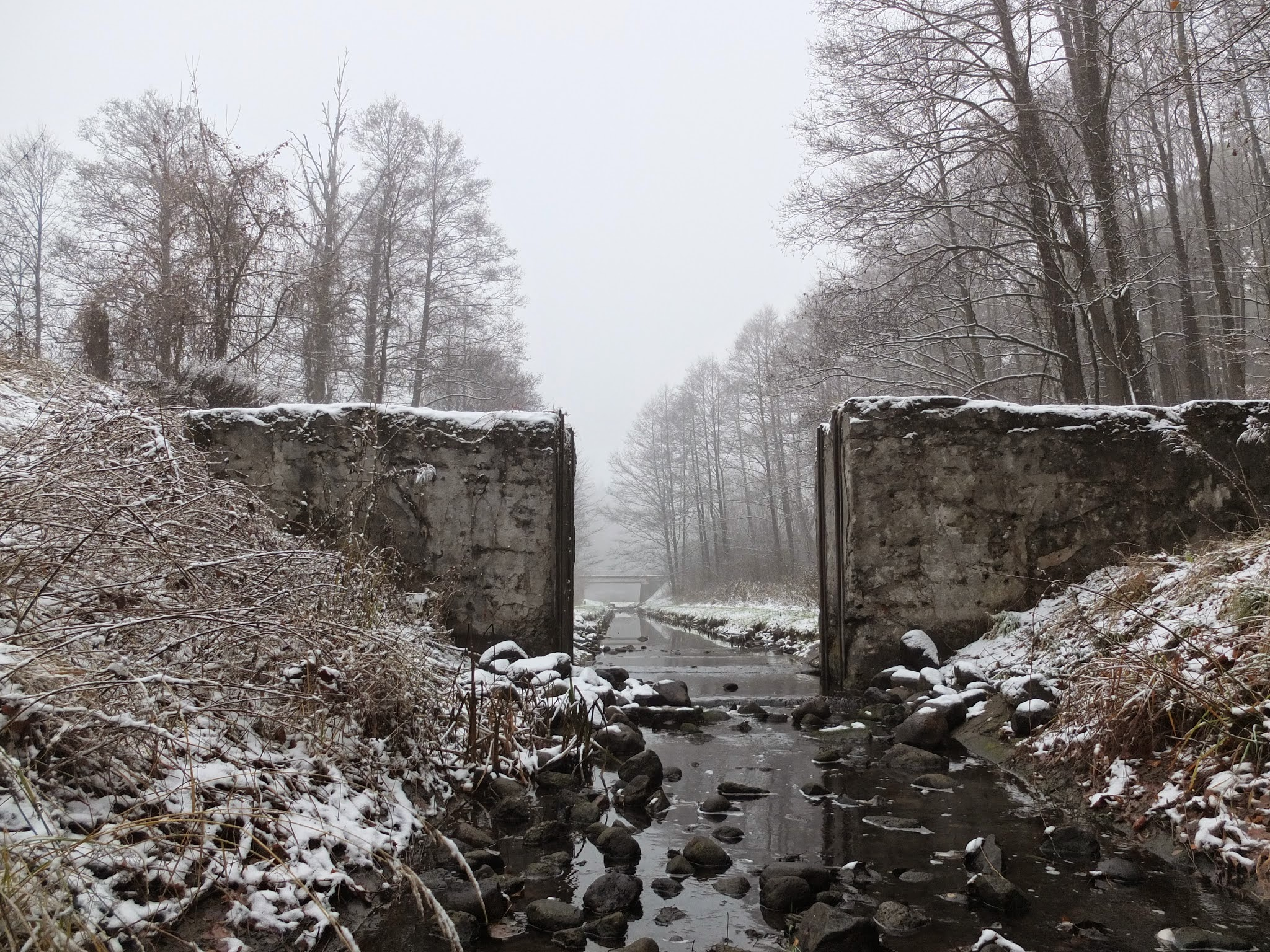
Reste des Stauwehrs am Młyński Staw

Westlich des Dorfes befindet sich der Młyński Staw, der als Mühlenteich schon vor 1945 bestand. Es handelt sich dabei um ein Stauwasser des Waldpuschflusses, das hier mit einem Staudamm angelegt wurde. Das Wehr wurde in der Zeit vor 1945 geschaffen und ist nur noch in Resten erhalten. Vor 1945 soll der Mühlenteich ein begehrtes Ausflugsziel der Ortelsburger Bevölkerung gewesen sein, die den Rastplatz am Teich „Rote Brücke“ genannt hat. Der Teich ist heute sehr versandet.

## Kirche
Über die Zeit vor 1945 ist kirchlicherseits nichts bekannt. Heute ist Młyńsko in die römisch-katholische Kirche Szczytno im Erzbistum Ermland und in die evangelische Pfarrei Szczytno eingegliedert, die zur Diözese Masuren der Evangelisch-Augsburgischen Kirche in Polen gehört.

## Verkehr
Młyńsko liegt verkehrstechnisch günstig an der polnischen Landesstraße 53 (frühere deutsche Reichsstraße 134), die von Olsztyn (Allenstein) aus das südliche Masuren mit der Woiwodschaft Masowien verbindet. Nebenstraßen aus der nördlichen  und südlichen Nachbarregion enden außerdem in Młyńsko. Die nächste Bahnstation ist die Kreisstadt Szczytno an den beiden Bahnstrecken Olsztyn–Ełk und Ostrołęka–Szczytno, wobei letztere nur noch ab Chorzele befahren wird.